# مریم جنت چال
مریم جنت چال (انگلیسی: Meryem Cennet Çal؛ زادهٔ ۱۲ ژوئیهٔ ۲۰۰۰) بازیکن فوتبال اهل آلمان است که در حال حاضر برای باشگاه فوتبال زنان بشیکتاش در پست هافبک بازی می‌کند.
از باشگاه‌هایی که وی در آن‌ها بازی کرده است می‌توان به فنرباغچه، بشکیتاش و باشگاه فوتبال زنان هوفنهایم اشاره کرد.
وی همچنین در تیم‌های ملی فوتبال زیر ۱۹ سال آلمان و بزرگسالان زنان ترکیه بازی کرده است.

## دوران باشگاهی

### سیندلفینگن
مریم جنت چال کار خود را در آلمان از باشگاه باشگاه فوتبال زنان سیندلفینگن آغاز کرد. او در فصل ۲۰۱۶–۱۷ بوندس‌لیگا ۲ زنان و همچنین در جام حذفی به میدان رفت. در این مدت، او به عنوان یک بازیکن کلیدی در تیم شناخته می‌شد و توانست در مجموع ۳۳ بازی برای این باشگاه انجام دهد. عملکرد او در این تیم باعث شد که توجه باشگاه‌های بزرگ‌تر به او جلب شود و به سرعت در عرصه فوتبال زنان آلمان شناخته شود.

### هوفنهایم
در فصل ۲۰۱۸–۱۹ بوندس‌لیگا ۲، مریم به باشگاه فوتبال زنان هوفنهایم منتقل شد. او در این باشگاه به مدت سه فصل بازی کرد و در مجموع ۴۱ بازی انجام داد که در این بازی‌ها موفق به زدن سه گل شد. حضور او در این تیم به عنوان یک هافبک خلاق و توانمند، تأثیر زیادی بر عملکرد تیم داشت و به او این امکان را داد که خود را به عنوان یک بازیکن با استعداد در لیگ فوتبال زنان آلمان معرفی کند.

### یانگ بویز
در ژانویه ۲۰۲۲، مریم جنت چال به باشگاه فوتبال زنان یانگ بویز سوئیس منتقل شد تا در نیمه دوم فصل فصل ۲۰۲۱–۲۰۲۲ لیگ سوئیس بازی کند. او در این تیم در هشت بازی به میدان رفت و تجربیات جدیدی را در لیگ سوئیس کسب کرد. این انتقال به او این فرصت را داد که در یک لیگ جدید و با فرهنگ فوتبال متفاوت بازی کند و مهارت‌های خود را در سطح بین‌المللی به نمایش بگذارد.

### فنرباغچه
در ژوئن ۲۰۲۲، مریم جنت چال به ترکیه نقل‌مکان کرد و با باشگاه فوتبال زنان فنرباغچه قرارداد امضا کرد تا در فصل ۲۰۲۲–۲۰۲۳ در سوپرلیگ فوتبال زنان ترکیه بازی کند. این انتقال به او این امکان را داد که در یک لیگ معتبر و با تاریخی غنی از فوتبال زنان بازی کند. او به عنوان یکی از بازیکنان کلیدی تیم، نقش مهمی در موفقیت‌های این باشگاه ایفا کرد و به زودی به یکی از چهره‌های شناخته‌شده در فوتبال زنان ترکیه تبدیل شد.

### بشیکتاش
پس از انجام ۳۲ بازی برای فنرباغچه، جنت چال به بشکیتاش، یکی از مهم‌ترین رقبای فنرباغچه ملحق شد و در فصل ۲۰۲۴–۲۰۲۵ برای اولین برای این تیم به میدان رفت.

## دوران ملی

### زیر ۱۹ سال آلمان
مریم جنت چال در سال‌های ۲۰۱۷ و ۲۰۱۸ به تیم ملی زیر ۱۹ سال زنان آلمان دعوت شد و در مجموع سه بازی در مقدماتی جام ملت‌های زیر ۱۹ سال اروپا انجام داد و موفق به زدن یک گل نیز شد. این تجربه به او کمک کرد تا در سطح بین‌المللی خود را به نمایش بگذارد و به عنوان یک بازیکن با استعداد در فوتبال زنان آلمان شناخته شود.

### ترکیه
مریم جنت چال با توجه با اصالت ترکیه‌ای، به تیم ملی فوتبال زنان ترکیه نیز دعوت شد و در تاریخ ۱۴ ژوئیه ۲۰۲۳ در یک بازی دوستانه مقابل تیم ملی فوتبال زنان استونی به میدان رفت. این بازی آغازگر یک فصل جدید در حرفه بین‌المللی او بود. او همچنین در سه بازی در لیگ ملت‌های اروپا ۲۰۲۴–۲۰۲۳ شرکت کرد و در یکی از این بازی‌ها، موفق به زدن یک گل در برابر لیتوانی شد. این موفقیت‌ها نشان‌دهنده پیشرفت او در سطح بین‌المللی و توانایی‌هایش به عنوان یک بازیکن با استعداد و کارآمد در تیم ملی ترکیه است.